# 보잉 314 클리퍼

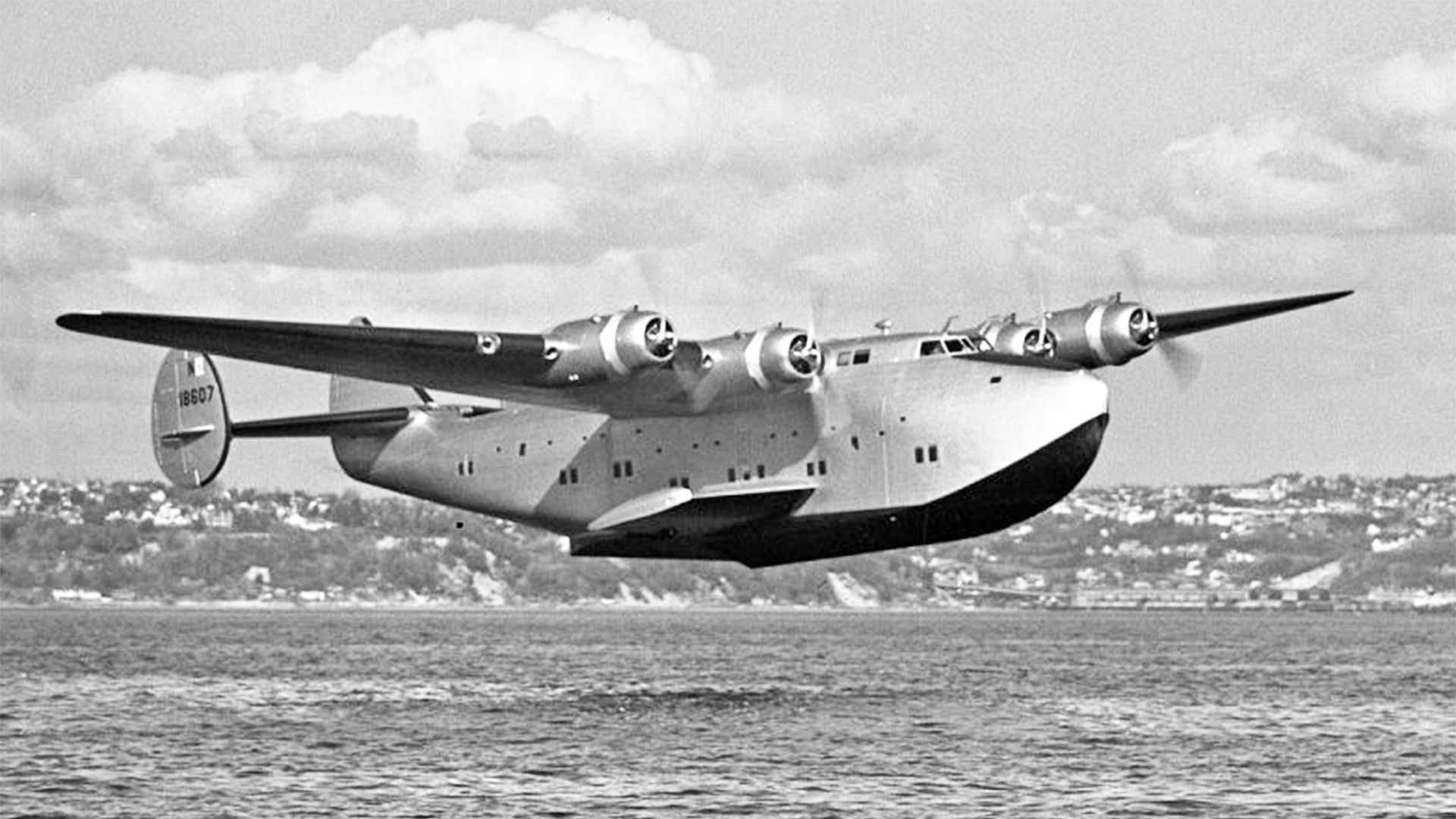
비행 중인 보잉 314

보잉 314 클리퍼(Boeing 314 Clipper)는 1938년부터 1941년까지 보잉이 생산한 미국의 장거리 비행선이다. 당시 가장 큰 항공기 중 하나였으며 대서양과 태평양을 횡단할 수 있는 항속거리를 가졌다. 날개의 경우 보잉은 초기 XB-15 폭격기 프로토타입의 디자인을 재사용했다. 12대의 클리퍼가 제작되었으며 그 중 9대는 팬아메리칸 월드 항공에서 사용되었다.

## 변형
모델 314
팬아메리칸 월드항공용으로 제작된 1,500 마력 (1,100 kW) 트윈 사이클론 엔진을 갖춘 최초 생산 버전이다.
모델 314A
더 큰 직경의 프로펠러, 추가 1,200 미국 갤런 (4,500 l; 1,000 imp gal) 연료 용량 및 수정된 내부를 갖춘 1,600 마력 (1,200 kW) 트윈 사이클론을 갖춘 개선된 버전이다. 여전히 비행 거리는 약 4,700마일이다. 6개가 건설되었으며 3개는 팬아메리칸 월드항공용, 3개는 BOAC에 매각되었다.
B-314
모델 314 5대가 미 해군에 투입되었다.
C-98
모델 314 4대가 미 육군 공군에 투입됐다

## 같이 보기
- 보잉 XB-15
- 마틴 M-130
- 쇼트 엠파이어 비행정